# Macrofago
I macrofagi (anche detti istiociti se si parla di macrofagi del tessuto connettivo) sono cellule mononucleate tissutali che appartengono al sistema dei fagociti e che vengono abbreviate con la sigla Mø (o Mφ, MΦ o MP). Di quest'ultimo sistema fanno pure parte i granulociti neutrofili e i monociti. Essi svolgono un ruolo molto importante nelle risposte immunitarie naturali e specifiche. La loro funzione principale è la fagocitosi, cioè la capacità di inglobare nel loro citoplasma particelle estranee, compresi i microrganismi, e di distruggerle. Secernono inoltre citochine ad attività proinfiammatoria e presentano l'antigene ai linfociti T helper.

## Origine dei macrofagi
La cellula progenitrice dei macrofagi, come peraltro di tutte le altre cellule ematiche, è la cellula staminale multipotente. Nel midollo osseo questa cellula si differenzia in vari stipiti cellulari tra cui quello che dà origine al monoblasto; maturando questa cellula lascia il midollo e si riversa nel torrente circolatorio sotto forma di monocita.
I monociti in circolo sono circa 500-1000/mm³, hanno un diametro di 10-15 micron, un nucleo reniforme o a fagiolo e un citoplasma finemente granulare contenente lisosomi, vacuoli fagocitici e filamenti di citoscheletro.
Dal sangue migrano nei tessuti e maturando si trasformano in macrofagi. Quindi i monociti e i macrofagi tissutali rappresentano due stadi di uno stesso stipite cellulare spesso denominato sistema dei fagociti mononucleati; questo sistema era indicato in passato con il termine ormai abbandonato di sistema reticolo-endoteliale.
Nella sede di migrazione, caratterizzata dalla posizione strategica dalla quale captare gli agenti microbici, i macrofagi assumono caratteristiche citomorfologiche diverse a seconda del tessuto nel quale si sono localizzati:
- Nel fegato rivestono i sinusoidi vascolari e prendono il nome di cellule di Kupffer.
- Nel sistema nervoso centrale sono stati denominati cellule della microglia.
- Nel polmone prendono il nome di macrofagi alveolari.
- Nel cuore prendono il nome di macrofagi cardiaci.
- Nell'osso invece osteoclasti.
- A volte sviluppano un abbondante citoplasma e per la somiglianza con le cellule epiteliali cutanee sono state chiamate cellule epitelioidi.
- Altre volte più macrofagi possono fondersi insieme per formare le cellule giganti multinucleate (cellula di Langhans).

## Morfologia dei macrofagi
I macrofagi differenziatisi nel contesto dei vari organi presentano aspetti morfologici e funzionali eterogenei, condizionati fortemente dalla sede colonizzata.
Nei tessuti connettivi i macrofagi possono presentarsi in uno stato di quiescenza oppure in uno stato attivato.
Nel primo caso si parla di macrofagi fissi; si trovano adesi alle strutture della matrice extracellulare con prolungamenti citoplasmatici, conferendo a queste cellule una forma stellata o fusata che, nei comuni preparati per microscopia ottica, le rende difficilmente distinguibili dai fibroblasti.

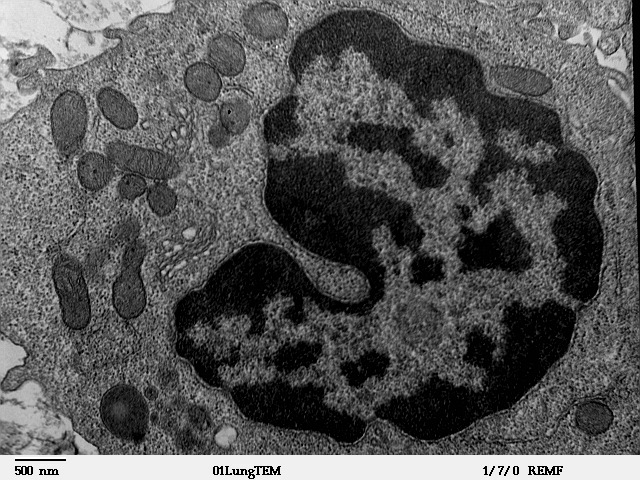
Fotografia al microscopio elettronico di un macrofago alveolare (polmone)

Se stimolati (tipicamente, da processi infiammatori in atto) i macrofagi vanno incontro a modificazioni strutturali e funzionali e si dicono attivati. Grazie a profonde ristrutturazioni del citoscheletro, vengono ritirati i prolungamenti con cui aderivano al substrato. Una volta distaccatesi, la conformazione cellulare si adatta per consentire il moto, i macrofagi acquistano la capacità di movimento ameboide; inoltre, dimostrano una spiccata capacità fagocitaria. La forma diventa mutevole, e a livello del plasmalemma si evidenzia una caratteristica emissione vorticosa di estroflessioni ondulate e pieghe dette membrane ondulanti o ondulopodi, che riflettono la turbolenta attività motoria di queste cellule, apprezzabile in maniera particolare nelle fotografie realizzate con il microscopio elettronico a scansione. Il volume cellulare aumenta, soprattutto a causa dello sviluppo del reticolo endoplasmatico rugoso e dell'apparato del Golgi, necessari per la sintesi delle idrolasi lisosomiali. Queste sono contenute in vescicole dette vescicole idrolasiche, che in seguito alla fusione con endosomi, formano i lisosomi; poiché il loro numero si accresce rapidamente, risultano ben presto osservabili in microscopia ottica come granulazioni del citoplasma appena al di sopra del limite di risoluzione; al microscopio elettronico appaiono come granuli elettrondensi. Il nucleo è ovoidale; frequentemente presenta un'indentatura laterale (nucleo reniforme); al microscopio elettronico a trasmissione l'involucro nucleare mostra un profilo irregolare, e la cromatina si presenta in egual misura eu-  ed eterocromatica (quest'ultima è spesso situata alla periferia del nucleo).
In talune condizioni patologiche (soprattutto nelle infiammazioni croniche granulomatose) i macrofagi attivati si accumulano, formando una sorta di capsula intorno al sito di infiammazione. In questi casi, le cellule prendono contatto le une con le altre tramite prolungamenti del citoplasma che conferiscono loro un aspetto simile a cellule epiteliali: macrofagi in queste condizioni particolari vengono detti cellule epitelioidi. I confini tra cellula e cellula possono essere difficilmente distinguibili. In microscopia ottica, si presentano allungate, con citoplasma pallido, membrana dal profilo irregolare e indistinto; il nucleo è ovoidale, centrale, con cromatina finemente dispersa - in microscopia elettronica appare prevalentemente eucromatico; si nota una rilevante e caratteristica riduzione del numero di lisosomi. Questo riflette una tipica caratteristica delle condizioni granulomatose: le cellule epitelioidi sembrano infatti aver perso la capacità di fagocitare e digerire efficacemente i materiali estranei; l'attività di fagocitosi risulta molto ridotta, mentre la pinocitosi è attiva. In certi casi, le cellule epitelioidi si fondono, costituendo cellule giganti plurinucleate (cellule di Langhans), caratterizzate da nuclei disposti radialmente alla periferia del citoplasma, subito sotto il plasmalemma.

## Funzioni dei macrofagi
Oltre alla funzione di difesa espletata con la fagocitosi di agenti estranei quali i microbi, i macrofagi svolgono un ruolo importante nel complesso meccanismo delle risposte immunitarie. A seconda del comparto del sistema immunitario nel quale si esplicano possono essere così riassunte:
Nell'immunità innata:
- Fagocitosi dei microbi e distruzione degli stessi.
- Produzione di citochine capaci di richiamare e attivare altre cellule infiammatorie. Secrezione di enzimi e di fattori di crescita,  p.e.  fattore di crescita piastrinico,  che stimolano la crescita e l'attività dei fibroblasti e delle cellule endoteliali contribuendo così alla riparazione dei tessuti lesi dall'infezione.
- Produzione, in corso di infezioni virali, di interferon-alfa, citochina capace di inibire la replicazione virale e il diffondersi dell'infezione ad altre cellule sane.

Nell'immunità specifica:
- Presentazione dell'antigene ai linfociti T.

### Fagocitosi
I macrofagi posseggono sulla loro superficie cellulare dei recettori di membrana con cui captano i microrganismi o altre particelle. In particolare ricordiamo tra tali recettori il CD14 che riconosce LPS (strato lipopolisaccaridico, struttura tipica dei batteri gram negativi), CD16 che riconosce l'Fc (parte terminale) delle IgG e vari recettori per i fattori del complemento. I recettori una volta attivati trasmettono dei segnali di rimodellamento della membrana cellulare che dapprima emette un'estroflessione, quindi forma una rientranza sempre più profonda fino a quando le due estremità che avvolgono la particella non si toccano e si fondono fra loro. In questo modo il materiale estraneo si trova immerso nel citoplasma del macrofago formando una vescicola rivestita di membrana detta fagosoma. In seguito alla inglobazione del microrganismo si attiva un processo per cui il fagosoma viene avvicinato ai lisosomi fino a fondersi con essi formando il fagolisosoma. Il materiale fagocitato viene così a contatto con vari enzimi contenuti nei lisosomi e quindi digerito. Tra questi enzimi ricordiamo:
- La ossidasi fagocitica che converte l'ossigeno molecolare in prodotti intermedi reattivi dell'ossigeno che esplicano un'azione tossica sui microrganismi. Una carenza genetica di tale enzima caratterizza la malattia granulomatosa cronica: in questa immunodeficienza i fagociti non riescono a eliminare i microbi e quindi l'organismo tenta di arginare l'infezione richiamando un numero sempre più grande di linfociti e macrofagi con formazione di  granulomi.
- La sintetasi inducibile dell'ossido nitrico che converte l'arginina in ossido nitrico dotato di attività microbicida.
- Le proteasi lisosomiali che digeriscono le proteine batteriche, ad esempio: lisozima, proteine cationiche, defensine a ph acido e lattoferrine.

Bisogna comunque sottolineare che una reazione infiammatoria molto energica può portare alla liberazione di enzimi lisosomiali nello spazio extracellulare con danno ai tessuti dell'ospite stesso. Questo fenomeno accade in particolare ai macrofagi alveolari quando cercano di fagocitare fibre di amianto: la fagocitosi frustrata comporta la dannosa extravasazione del liquido lisosomiale nello spazio extracellulare causando un processo infiammatorio. Si ritiene che questo fenomeno possa essere alla base della cancerogenecità degli amianti.
Per quanto riguarda invece i microrganismi in grado di sopravvivere alla fagocitosi ricordiamo le brucelle e i micobatteri.

### ADCC (Citotossicità cellulare mediata da anticorpi)
Tra le funzioni effettrici dei macrofagi troviamo anche la capacità di lisare cellule opsonizzate da anticorpi o da fattori del complemento. Queste funzioni dei fagociti mononucleati sono possibili grazie alla presenza sulla membrana citoplasmatica di questi ultimi di recettori specifici: CD16 che riconosce l'Fc (parte terminale) delle IgG e diversi recettori per le molecole del complemento. L'azione citotossica dei macrofagi sulle cellule infettate è molto diversa dalla fagocitosi, che sarebbe improponibile viste le dimensioni delle cellule da eliminare. La Adcc prevede infatti l'"iniezione" di organelli killer da parte del fagocita mononucleato verso la cellula bersaglio, la quale va incontro a lisi.

### Produzione di citochine
In seguito all'attivazione sollecitata dai microrganismi i macrofagi, come peraltro anche altre cellule del sistema immunitario, producono delle sostanze chiamate citochine: esse sono delle proteine che fanno da collegamento tra i diversi tipi di cellule coinvolte nell'infiammazione e nell'immunità.
I microbi si legano tramite un componente liposaccaridico detto LPS delle loro endotossine ad un recettore espresso sulla membrana dei macrofagi. Questo induce i macrofagi a secernere le seguenti citochine:
- Fattore di necrosi tumorale (TNF):  oltre che dai macrofagi è prodotto dai linfociti T, determina infiammazione attivando i neutrofili e le cellule endoteliali, nonché attivazione della coagulazione. Agisce inoltre sull'ipotalamo provocando febbre, sul fegato stimolando la sintesi delle proteine della fase acuta, sul muscolo e sul tessuto adiposo favorendo il catabolismo e nei casi estremi la cachessia. A concentrazioni elevate provoca vasodilatazione marcata e riduzione della contrattilità miocardica: con questo meccanismo si determinano ipotensione e formazione di trombi e nei casi più gravi shock.
- Interleuchina 1 (IL-1): è prodotta anche dalle cellule endoteliali e possiede effetti molto simili al TNF.
- Interleuchina 12 (IL-12): è prodotta anche dalle cellule dendritiche. Sui linfociti T e sui linfociti NK stimola la sintesi di interferon-gamma (IFN-γ) che amplifica la risposta degli stessi macrofagi. Sui linfociti T la differenziazione verso la linea Th1.
- Interferon-alfa (IFN-a): è prodotto in caso di infezioni virali ed è capace di inibire la replicazione dei virus.
- Interleuchina 6 (IL-6): è prodotta anche dai linfociti T ed è un'interleuchina che agisce come citochina multifunzionale, sia pro-infiammatoria, sia anti-infiammatoria.

### Presentazione dell'antigene ai linfociti T
Affinché i linfociti T riconoscano gli antigeni e continuino la risposta immunitaria gli stessi devono essere loro presentati sotto forma di peptidi associati a molecole del Complesso maggiore di istocompatibilità (MHC). Le cellule che svolgono questo delicato compito sono chiamate cellule presentanti l'antigene (APC professionali). A questa famiglia di cellule appartengono i macrofagi e in genere i fagociti mononucleati, le cellule dendritiche (di cui fanno parte le cellule di Langerhans), i linfociti B.
Il processo di presentazione dell'antigene prevede una fase di processazione degli antigeni fagocitati durante la quale gli antigeni proteici vengono degradati per via enzimatica endocellulare e trasformati in peptidi. Successivamente i peptidi vengono espressi in superficie e inseriti in particolari tasche delle molecole MHC formando un unico complesso che viene esposto sulla superficie cellulare.
In questo modo i linfociti T sono in grado di riconoscere gli antigeni estranei e di dare l'avvio al proseguimento della risposta immunitaria fornendo gli stimoli per la proliferazione e la differenziazione dei linfociti B e dei linfociti citotossici (CTL).
La presentazione degli antigeni ai linfociti T avviene nelle aree corticali dei linfonodi dove confluiscono trasportati dalle APC attraverso le vie linfatiche. Come era stato precedentemente esposto i macrofagi, come le altre cellule presentanti l'antigene, risiedono in forma inattiva in sedi strategiche che possono essere potenziali vie di ingresso degli agenti microbici, quali la cute, gli epiteli del sistema respiratorio e digerente, i sinusoidi del fegato. Una volta catturati e digeriti gli antigeni, queste cellule, attratte da chemochine, migrano per via linfatica nei linfonodi drenanti; durante la migrazione esse vanno incontro a maturazione aumentando la sintesi di molecole MHC e di altre molecole dette costimolatori, in altri termini da cellule semplicemente capaci di captare l'antigene diventano APC professionali cioè cellule capaci di presentare l'antigene ai linfociti T e di stimolare gli stessi a rispondere efficacemente.

### Reclutamento dei leucociti
I leucociti (granulociti, agranulociti) migrano nei focolai d'infezione attraverso una migrazione trans-endoteliale. In questa migrazione sono guidati da fattori chemottatici (endotossine, anticorpi che rivestono un antigene). Detto ciò possiamo articolare il processo di migrazione trans-endoteliale attraverso le seguenti fasi:
1. Sotto stimoli chemiotattici si viene a creare un'interazione debole tra i leucociti e le cellule endoteliali, le quali esprimendo le selettina P e la selettina E, legano le catene glucidiche (lettine) presenti sulla membrana dei leucociti.
2. Questa debole interazione porta ad un rallentamento del flusso dei leucociti lungo il letto endoteliali.
3. In seguito grazie alla mediazione delle citochine IL-1 (interleuchina 1 ) e TNF α, le cellule endoteliali sono indotte ad esprmire alcune proteine di adesione: I Cam 1, I Cam 2, V Cam . Queste ultime legano le integrine (αLβ2 , αLβ4) localizzate sulla membrana dei leucociti (da notare che l'espressione di queste integrine sono sempre indotte dalle citochine sopra citate), sancendo così un'interazione più forte di quella mediata dalle selettine.
4. L'interazione più stabile mediata dalle integrine, consente ai leucociti di varcare la parete dell'endotelio e di giungere nel connettivo e combattere il focolaio d'infezione. Il processo di attraversamento della parete endoteliale prende il nome di diapedesi.

### Rimodellamento tissutale
I macrofagi, oltre alla capacità di fagocitosi (che diventa microbicida in particolari aspetti della risposta immunitaria), possono essere attivati a produrre enzimi per la sintesi del collagene e che permettono la fibrosi. Tale processo viene chiamato attivazione alternativa dei macrofagi.
Questo tipo di specializzazione si attua grazie a fattori angiogenetici (VEGF), di fattori stimolanti i fibroblasti (PDGF) e alle interleuchine 4 e 13. Queste due citochine vengono rilasciate dai linfociti TH2, come in caso di una risposta allergica, oppure anche dai granulociti eosinofili presenti nel tessuto danneggiato.
In questa condizione i macrofagi rilasciano fattori di crescita che stimolano la produzione di fibroblasti e la formazione dei vasi sanguigni.

### Nel carcinoma del colon retto
In alcune metastasi epatiche, I macrofagi producono le proteine chemochine CXCL9 e CXCL10, che attirano le cellule NK all'interno del microambiente tumorale.